# Uganda na Letních olympijských hrách 1980
Uganda se účastnila Letní olympiády 1980 v Moskvě. Zastupovalo ji 10 sportovců (7 mužů a 3 ženy) ve 4 sportech.

## Medailisté
| Medaile | Jméno       | Sport | Soutěž                           |
| ------- | ----------- | ----- | -------------------------------- |
| Stříbro | John Mugabi | Box   | muži váha lehká střední do 67 kg |